# Кавалски общински тютюневи складове
Кавалските общински тютюневи складове (на гръцки: Δημοτική Καπναποθήκη) са емблематична индустриална сграда в македонския град Кавала, Гърция.
Сградата е построена в периода 1900 - 1910 година с барокова декорация и неокласически елементи. Издигната е първоначално за тютюневи складове на Кизин Мимин.
Обявена е за защитен паметник от Министерството на културата на Гърция. Представлява пететажно здание, разположено на площ от 5500 m2, днес собственост на дем Кавала. Сградата е напълно реконструирана. Разположена е в сърцето на града и след реставрацията в нея днес се организират артистични събития на първия етаж. Интериорът прилича на лабиринт, заобиколен от дървени стени и безброй лампи. Има стъклени асансьори, водещи към горните етажи. Постройката е предназначена да помещава Фолклорния музей в Кавала и Музея на тютюна в Кавала.